# Voltor orellut
El voltor orellut (Torgos tracheliotus) és un voltor del Vell Món, per tant un ocell rapinyaire de la família dels accipítrids (Accipitridae). Únic membre del gènere Torgos, és el major i més agressiu dels voltors africans. El seu estat de conservació es considera en perill d'extinció.

## Morfologia
- És un gran voltor, que fa 95 - 115 cm de llargària amb una envergadura de 2,5 – 3 m i un pes de 4,4 - 9,4 kg en la raça nominal, amb les femelles una mica més grans que els mascles.[5][6]
- De la mateixa manera que altres voltors, té el cap desproveït de plomes, amb la pell distintivament rosada o, de vegades, vermella.
- Dors, cua i ales fosques. Parts inferiors clares. Les plomes de pit i abdomen són llargues, clares als bordells i amb el centre fosc.
- Collar de plomes fosques en la base del coll, amb una zona inferior de plomissol blanc.
- Joves amb pell del cap i coll menys acolorida i amb les cuixes fosques.

## Hàbitat i distribució
Habita zones estepàries, planures obertes i fins i tot deserts. Per gran part d'Àfrica, incloent Egipte i el Sàhara Occidental. Falta de les zones forestals i del sud de Sud-àfrica. Arriba fins al desert del Nègueb i la zona oriental de la Península Aràbiga. De forma puntual, animals divagants, poden arribar a la península Ibèrica.

## Alimentació
És un carronyaire que sovint troba els cadàvers vigilant els moviments d'altres espècies de voltor. La seva capacitat per trencar la dura pell dels grans mamífers és sovint aprofitada per altres espècies de carronyaires. Pot matar per ell mateix preses petites o febles i menjar ous d'altres espècies d'ocell, com ara els flamencs. També menja alguns insectes.

## Reproducció
Pon un únic ou, blanc amb taques marrons, a un niu construït sobre un arbre, durant l'estació seca. Els dos pares fan torns covant els ous, durant uns dos mesos. El petit no aixeca el vol fins a gairebé quatre mesos d'edat però els pares continuaran alimentant-lo per dos mesos més.

## Llistat de subespècies
Se n'han descrit tres subespècies de voltor torgos:
- Torgos tracheliotus tracheliotus (Forster,JR, 1791); del Sahara occidental i l'Àfrica subsahariana.
- Torgos tracheliotus nubicus Smith,CH, 1828; d'Egipte i nord del Sudan.
- Torgos tracheliotus negevensis Bruun, Mendelssohn et Bull, 1981; de la part asiàtica de l'àrea de distribució.